# Clemente III (antipapa)
Guibert o Wibert de Ravenna fue antipapa desde el 25 de febrero de 1080 hasta su muerte en 1100. Nació en Parma y tenía relación familiar con los Marqueses de Canossa.

## Biografía
Siendo clérigo, fue designado como canciller imperial de Italia por la emperatriz Inés de Poitou en 1057, posición que mantuvo hasta 1063. En 1058 participó en la elección del papa Nicolás II pero con su muerte en 1061, se asoció con el partido imperial de antirreforma Transpadino para establecer a Cadalous de Parma como el antipapa Honorio II opositor del papa Alejandro II.
Sin embargo, debido a las campañas de Godofredo III, duque de la Baja Lorena, el arzobispo Anno de Colonia y San Pedro Damián, la iglesia rechazó a Honorio II y reconoció a Alejandro II; probablemente como resultado de esas actividades, la emperatriz Agnes lo relevó del cargo de canciller imperial de Italia.
Los siguientes nueve años permaneció con un perfil bajo, pero aparentemente continuó cultivando contactos dentro de la corte de Alemania, para 1072, el emperador Enrique IV, lo nombró arzobispo de la sede vacante en Rávena. Y, aunque el papa Alejandro II era reacio a confirmar este nombramiento, fue convencido por Hildebrando para hacerlo, quizá como un acuerdo pacificador. Guibert tomó entonces un juramento de alianza hacia el Santo Padre y sus sucesores siendo por esto colocado en Rávena en 1073.

## Disputas con el papa Gregorio VII
Poco después de que el papa Alejandro II muriera, Hildebrando fue elegido como el siguiente papa, siendo establecido como papa Gregorio VII el 29 de abril de 1073. Guibert asistió al concilio cuaresmal del papa Gregorio en marzo de 1074 llevado a cabo en Roma, en donde fueron aprobadas importantes leyes en contra de la simonía y la imposición del celibato, sin embargo Guibert emergió pronto como uno de los líderes de la oposición de las reformas gregorianas.
Habiendo asistido al primero concilio cuaresmal de Gregorio, Guibert rehusó presenciar el siguiente, el concilio cuaresmal de 1075, aunque estaba ligado por el juramento a obedecer los llamamientos para el evento. Por su ausencia hizo manifiesta su oposición a Gregorio VII, quien lo suspendió por su rechazo a ir al concilio.

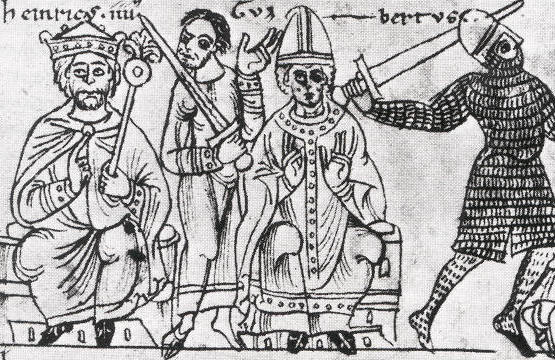
Enrique IV junto con Clemente III.
(Codex Jenensis Bose datado hacia el 1157).

La mayor causa de la disputa fue la insistencia del papa Gregorio de condenar el concubinato clerical y la simonía, desterrando esos vicios de la Iglesia, para lo que acordó la expulsión del ministerio a obispos y sacerdotes obstinados en mantener a sus concubinas.
Fue en el mismo año que el emperador Enrique IV comenzó su guerra abierta contra el Papa Gregorio VII. En el Concilio de Worms (Alemania) en enero de 1076, se adoptó la determinación de deponer a Gregorio, y a esta decisión se unieron los obispos desimoníacos de la Italia Transpadana. Entre ellos debió encontrarse Guibert, quien compartió la sentencia de excomunión e interdicción, por la cual Gregorio se pronunció en contra de los obispos transpadanos en el concilio cuaresmal de 1076.